# Jeff Wayne's Musical Version of The War of The Worlds
Albums de Jeff Wayne
Highlights from Jeff Wayne's Musical Version of The War of the Worlds
(1981)
Jeff Wayne's Musical Version of The War of The Worlds est un album concept, composé par le musicien britannique Jeff Wayne (en), inspiré du roman La Guerre des mondes de H. G. Wells. Sorti en 1978, l'album deviendra culte au Royaume-Uni.

## Développement
La particularité du double album de 90 minutes est qu'il alterne les parties narratives, l'histoire de l'invasion extraterrestre à Londres, au début du XIXe siècle, selon le témoignage d'un journaliste (joué par Richard Burton), et les parties musicales, chantées par les protagonistes rencontrés par le journaliste (les chansons sont principalement du rock progressif). L'album peut être considéré comme un opéra-rock.
Considéré comme révolutionnaire (surtout pour sa partie musicale avec l'utilisation d'un orchestre à corde et des synthétiseurs), l'album sera, à de nombreuses reprises, joué en live avec un orchestre. Les singles seront de grands succès, en particulier Forever Autumn chanté par Justin Hayward. L'album aura droit a de nombreuses rééditions, signe de son succès intemporel. Jeff Wayne réactualise l'album, fin 2012. La nouvelle version, Jeff Wayne's Musical Version of The War of The Worlds - The New Generation, se compose de réarrangement et de nouveaux interprètes (l'acteur Liam Neeson reprend le rôle central du journaliste).

## Réception
L'album, étant le 39e le mieux vendu de tous les temps au Royaume-Uni avec 2 561 286 exemplaires en 2009,, est accueilli par quatre étoiles sur cinq sur AllMusic.

## Pistes
Toutes les chansons sont composées par Jeff Wayne (en). Les dialogues sont écrits par Doreen et Jerry Wayne d'après La Guerre des mondes de H. G. Wells, tandis que les paroles chantées sont écrites par Gary Osborne (avec l'aide de Paul Vigrass pour Forever Autumn).
| 1. | The Eve of the War              | Richard Burton, Justin Hayward | 9:06  |
| 2. | Horsell Common and the Heat Ray | Richard Burton                 | 11:36 |

| 3. | The Artilleryman and the Fighting Machine | Richard Burton, David Essex         | 10:36 |
| 4. | Forever Autumn                            | Richard Burton, Justin Hayward      | 7:43  |
| 5. | Thunder Child                             | Richard Burton, Chris Thompson (en) | 6:10  |

| 6. | The Red Weed (Part 1) | Richard Burton                               | 5:55 |
| 7. | Parson Nathaniel      | Richard Burton, Phil Lynott                  | 1:45 |
| 8. | The Spirit of Man     | Richard Burton, Julie Covington, Phil Lynott | 9:52 |
| 9. | The Red Weed (Part 2) | Richard Burton                               | 6:51 |

| 10. | Brave New World   | Richard Burton, David Essex | 12:13 |
| 11. | Dead London       | Richard Burton              | 8:37  |
| 12. | Epilogue (Part 1) | Richard Burton              | 2:42  |
| 13. | Epilogue (Part 2) | Jerry Wayne                 | 2:02  |

## Interprètes
- Richard Burton : le journaliste, narrateur
- David Essex : l'artilleur
- Phil Lynott : Parson Nathaniel
- Julie Covington : Beth
- Justin Hayward : les pensées chantés du journaliste
- Chris Thompson : la voix de l'humanité
- Jeff Wayne : voix de la NASA

En 2012, l'album sera réactualisé dans Jeff Wayne's Musical Version of The War of The Worlds - The New Generation, le casting est renouvelé :
- Liam Neeson : le journaliste, narrateur
- Ricky Wilson : l'artilleur
- Maverick Sabre (en) : Parson Nathaniel
- Joss Stone : Beth
- Gary Barlow : les pensées chantés du journaliste
- Alex Clare : la voix de l'humanité
- Jeff Wayne : voix de la NASA